# 水星-宇宙神7号
水星-宇宙神7号是美国国家航空航天局进行的水星计划中的一次载人任务，於1962年5月24日在卡纳维拉尔空军基地发射，在近地轨道飞行了三圈。航天器被命名为曙光7号，宇航员为斯科特·卡彭特。

## 成员
- 斯科特·卡彭特

### 替补成员
- 瓦尔特·施艾拉

### 德尔塔7号
- 迪克·斯雷顿

本次飞行原计划由迪克·斯雷顿执行，瓦尔特·施艾拉作为替补。然而在一次加速度离心训练中检查出患有心率不齐后，斯雷顿退出了所有的飞行任务。如果他执行了本次任务，航天器将被命名为“德尔塔7号”，原因是该次飞行是第四次载人飞行，而德尔塔（Δ）为希腊字母的第四个字母。